# Provincia de Chainat
Chainat (en tailandés: จังหวัดชัยนาท) es una de las setenta y seis provincias que conforman la organización territorial del Reino de Tailandia.

## Geografía
Chai Nat está situado sobre la llanura del valle central de Tailandia en el río Chao Phraya. En el sur de la provincia de Chao Phraya (antes Chai Nat) ise encuentra la presa del río Chao Phraya, tanto para control de inundaciones, así como para desviar el agua en el sistema de riego más grande del país para el riego de cultivos de arroz en el valle inferior del río. La presa se terminó construir en el año 1957 y fue la primera presa construida en todo el Reino de Tailandia.

## Historia
Originalmente la ciudad estaba ubicada en Sankhaburi. En el reinado del Rey Mongkut (Rama IV), el principal asentamiento de la provincia se trasladó a su ubicación actual. Durante las guerras con los birmanos, fue una importante base militar para hacer frente con las armas de Birmania. Como todos estos enfrentamientos tuvieron éxito la ciudad ganó el nombre de Chai Nat, que significa lugar de la victoria.

## Divisiones Administrativas

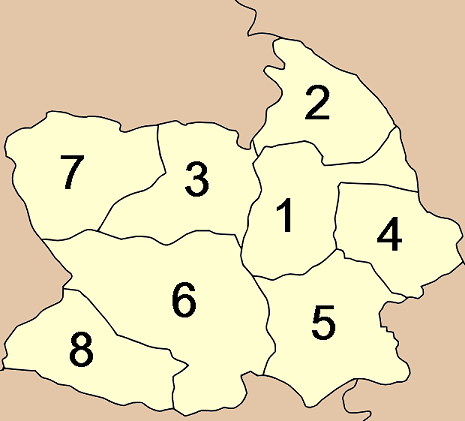
Distritos de la provincia.

Esta provincia tailandesa se encuentra subdividida en una cantidad de distritos (amphoe) que aparecen numerados a continuación:
- 1. Mueang Chainat
- 2. Manorom
- 3. Wat Sing
- 4. Sapphaya
- 5. Sankhaburi
- 6. Hankha
- 7. Nong Mamong
- 8. Noen Kham

## Demografía
La provincia abarca una extensión de territorio que ocupa una superficie de unos 2.469,7 kilómetros cuadrados, y posee una población de 359.829 personas (según las cifras del censo realizado en el año 2000). Si se consideran los datos anteriores se puede deducir que la densidad poblacional de esta división administrativa es de 146 habitantes por kilómetro cuadrado aproximadamente.